# 赖纳·马里亚·拉茨克
赖纳·马里亚·拉茨克（德語：Rainer Maria Latzke，1950年12月28日—；又名李海纳）是一名德国艺术家，他致力于错视画和壁画领域的创作和研究。他现任教于猶他州立大學，并且创办了壁画学院。他还被聘为上海复旦大学视觉艺术学院的荣誉教授以及北京德稻教育机构的艺术大师。。拉茨克还被俄罗斯艺术家工会列为在过去400年中（18-21世纪）世界上最优秀的艺术家之一。

## 生平

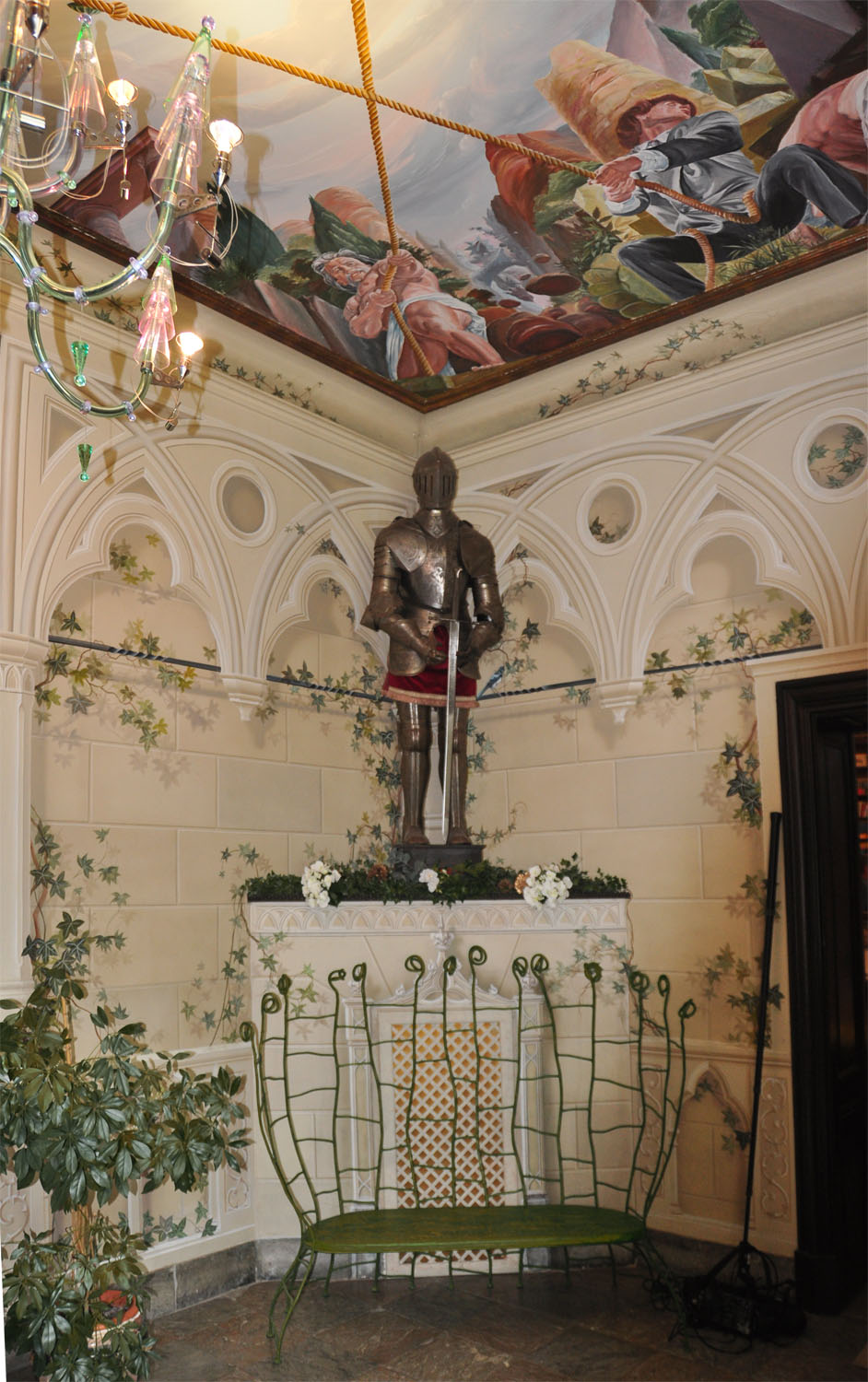
比利时塔尔城堡入口大厅，拉茨克的壁画

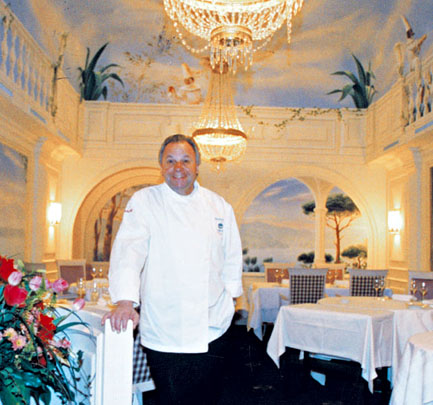
世纪厨师Eckart Witzigmann在他的“Aubergine”餐厅,其背景是拉茨克为其做的壁画

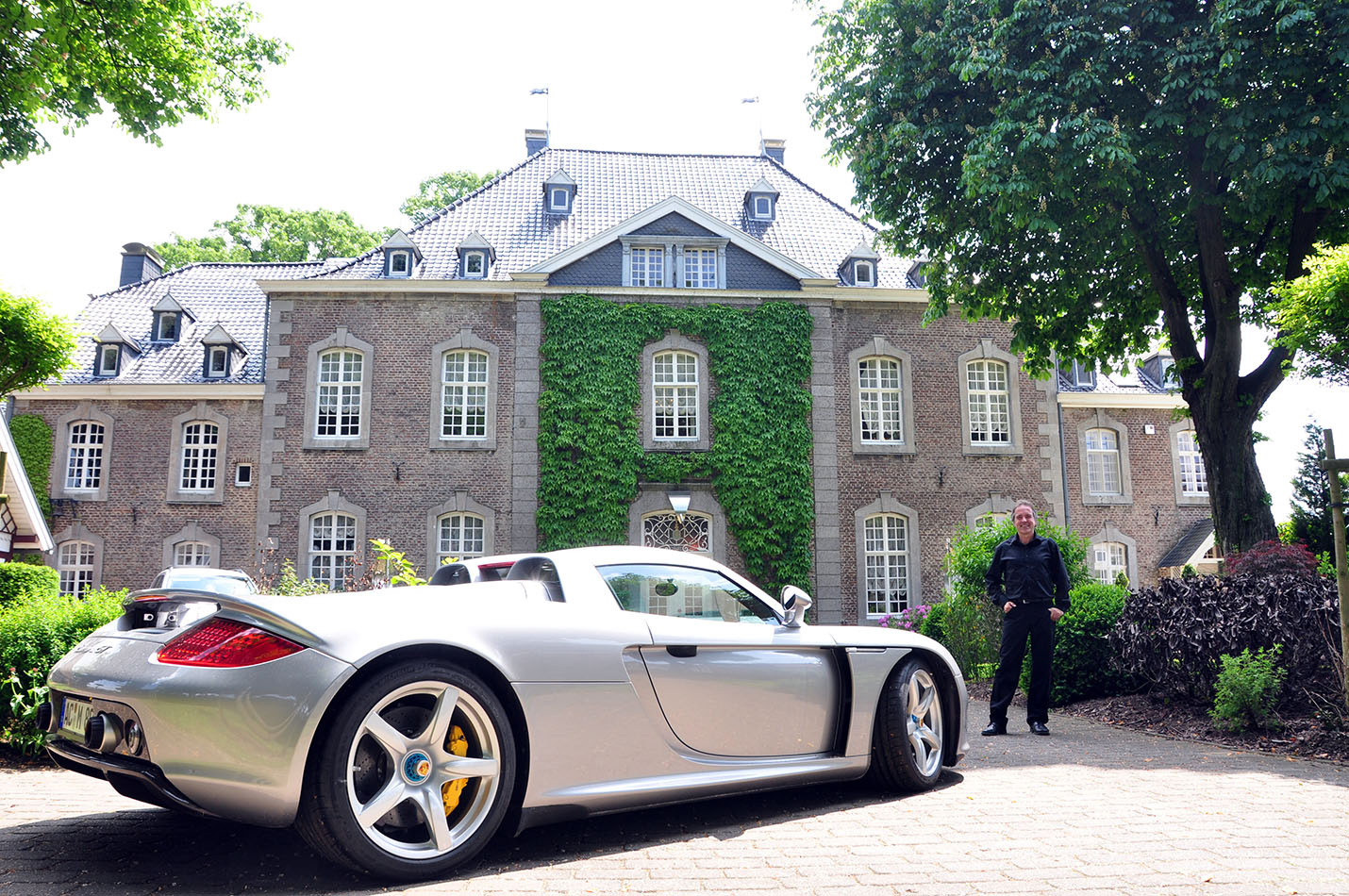
拉茨克居住的城堡，Chateau Thal, 比利时

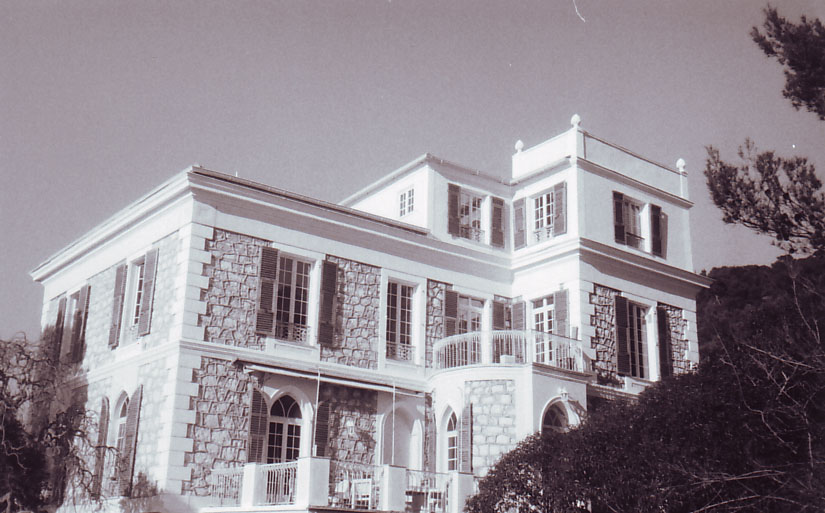
"Paradou别墅", 亨利·雅克·克雷蒂安身前官邸, 尼斯, 法国

拉茨克出生于1950年，在德国科隆市附近长大，家里还有8个兄弟姊妹，父亲阿尔方斯是一名艺术教师，母亲丽莎也是一名艺术家。拉茨克在德国约翰内斯古滕贝格大学（简称美因茨大学）学习艺术、哲学和教育学；1972-1976年，拉茨克在德国杜塞尔多夫艺术学院继续深造艺术，师从约瑟夫`博伊斯和格哈德·克里特。
1974年，他同时获得了教育学和哲学的最高学位；1976年，他获得了美术最高学位。之后，拉茨克在家乡的艺术大学里授课。1980年，他开始游学 意大利，先后在 弗洛伦萨和罗马学习文艺复兴时期的绘画技巧和 壁画艺术。1981年，他和多丽丝·搏艾克结婚，并育有三个孩子，分别取名为雷内·马库斯（生于1981年），他娶了与英国艺术家保拉·哈蒙德为妻， 凯瑟琳·玛利亚（生于1983年） 莫里斯·阿玛迪厄斯（生于1985年）。凯瑟琳·玛利亚嫁给了美国人保罗·史密斯，并在2008年为莱茨克诞下一名外孙，取名崔斯坦·弗朗西斯。 
1982年起，拉茨克的壁画事业开始突飞猛进。他与伦敦 哈罗德百货公司的合作开始受到中东皇室家庭等上流人士的青睐。一些大型公司也开始委托他进行壁画创制，比如，他就曾为 梅赛德斯奔驰汽车公司题为“世界车辆”的100周年庆祝展览设计绘制了壁画。他还为许多摇滚乐队进行创作，并为 蝎子乐队制作了电脑控制的电子壁画，题为“曼哈顿之夜”。1992年，拉茨克入选福布斯杂志“明日之星——近十年具有杰出贡献的文化引领者”名单，被认为是壁画界的杰出艺术家。
1984年，拉茨克购得位于比利时凯特尼斯（Kettenis）的“塔尔城堡”（Chateau Thal），城堡建造于1760年，拉茨克使用壁画修复了这座有38个房间的城堡。他在城堡内的工作室里向众多学生和学徒传授壁画创作技艺，引领了当代室内壁画设计的文艺复兴。
1995年，拉茨克移居蒙特卡洛，并在1998年购得古老的“帕拉杜”别墅。别墅原先的主人是因发明立体声宽银幕电影 而获得奥斯卡奖的发明家亨利·克里蒂安。他对别墅进行了翻修，在已有的湿壁画基础上加入了现代新型壁画。别墅被一座大型公园环绕，有由居斯塔夫1埃菲尔建造的眺望台，可眺望地中海，在这座宁静的别墅中，拉茨克出版了德语版和英语版的《梦想世界——用幻境画装饰房间》。
居住在别墅期间，他还继续开发研究壁画制作和壁画复制的新技术。早在1988年他就开始致力于这项技术的研究，并于2000年获得该项技术的专利。此外，他还涉足音乐，为歌曲作词作曲，他同法国南部工作室的音乐师以及 菲尔·帕默合作，后者还和罗杰·达尔特里以及恐怖海峡乐队有过合作。
拉茨克在犹他州大学担任副教授，教授壁画艺术，同时他也是犹他州洛根壁画学院的主席.

## 壁画复制技术

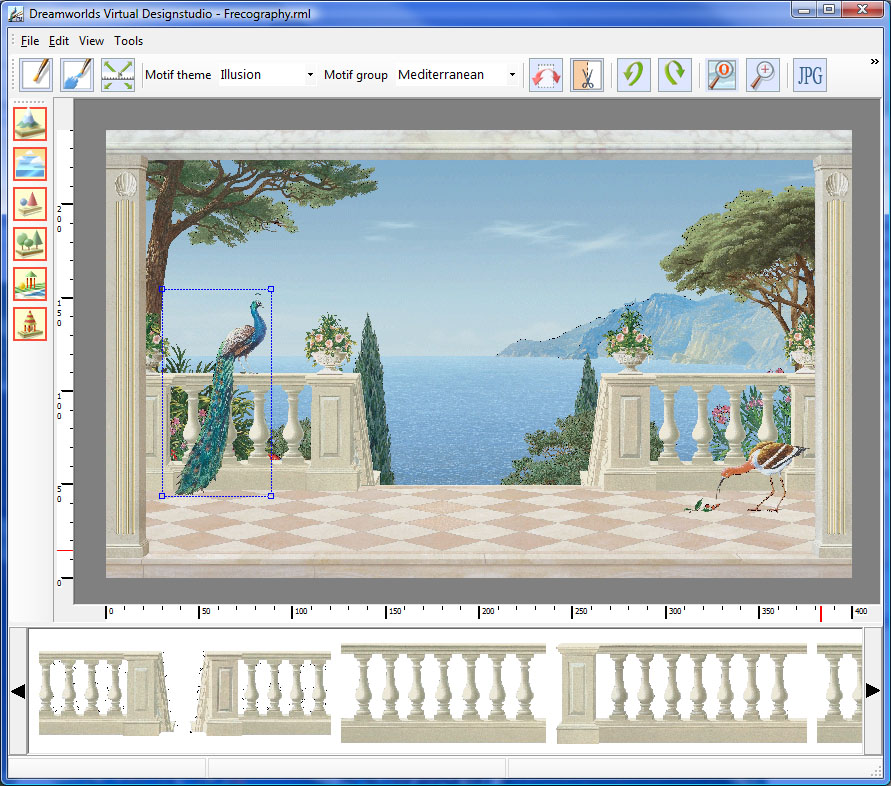
Frescography作品使用CAM的程序设计截图

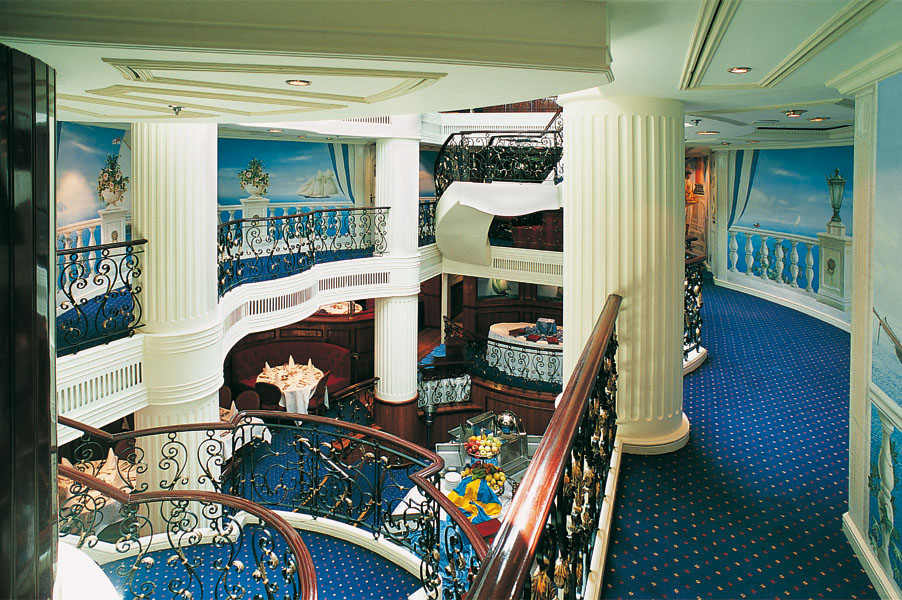
拉茨克在 Royal Clipper的大厅的壁画

80年代晚期 拉茨克开始致力于研究壁画制作的新技术 从而发明了壁画复制技术以及电脑技术辅助壁画软件.这个专利技术将电脑程序与梦想世界设计工作室相结合， 用户可以将独立的图像组合成个人壁画设计。设计的成品将由艺术家工作室根据墙体的实际大小转移到帆布上，最后用类似粘贴墙纸的工艺将壁画粘贴在指定的地方。 只需要短短几个小时，壁画复制技术就能在计算机上完成壁画设计，然后再需要二到四周的时间来制作完成整个艺术作品并运送至指定地点。在广告中，代理商赞美其作品几乎和真的壁画一样完美。迄今为止，在欧洲，该项专利技术已售出高达300多次。
在世界各地著名的建筑中，人们都可以看到运用拉茨克壁画复制技术制作的壁画作品。比如在维也纳市政厅，在世界上最大的帆船皇家帆船船舱内等.
在欧洲现在有大约300多个经纪商代理拉茨克的壁画产品， 其品牌名为壁画大师

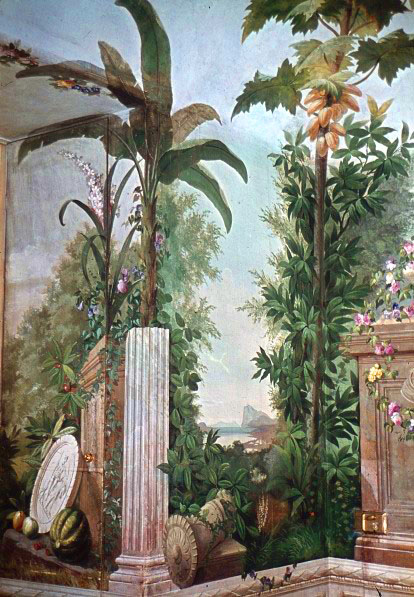
J.W. Bergl 美泉宫 维也纳, 奥地利, 1770, 欧洲的墙壁和天顶壁画成品

### 壁画学院
2009年，拉茨克成立了壁画学院 (IOF). 。IOF 是一个被官方认可 (NFP) 的学院; 旨在提升公众对壁画艺术和壁画绘画的认识和兴趣。IOF也致力于研究 美术史, 数码再造技术, 印刷 方法和材料, 以及壁画 修复技术. 
通过与德国中央艺术历史学院合作，IOF收集存档了40,000余幅从哥特时期到19世纪末期欧洲壁画 作品的图像。另外，IOF还整理存档了“装饰世界”，其内容涵盖5000与个艺术装饰主题。“装饰世界”是基于自19世纪以来多彩石板印刷史上两本装饰百科全书：Auguste Racinet's L'Ornement polychrome Volumes I and II（1875-1888）及Dupont-Auberville's L'Ornement des tissus(1877)，而整理的。
同时，IOF也涉足创办壁画博物馆 与其他壁画艺术展览项目。

## 作品
- “世界车辆” 展览, 戴姆勒奔驰 AG, 1984[9]
- 塔尔城堡, 比利时，凯特尼斯  1986-2000.[10]
- “曼哈顿之夜”, 蝎子乐队工作室, 1987[11]
- Convent Andechs´„Andechser at the Dome“,德国，巴伐利亚, 1994[12]
- 茨拉干皇宫, 土耳其,伊斯坦布尔,  1995[13]
- 世纪厨师”埃卡特·韦茨格曼的 “Aubergine”餐厅, 德国,慕尼黑,  1993[14]
- Mario Gamba's  “Acquarello”, 德国,慕尼黑,  1994[15]
- 帕拉杜别墅,  法国,达祖角, 1998 [16]
- 皇家帆船，2000[17]
- 维也纳市政厅, 奥地利, 2005 [18]

## 荣誉和成就
- 德国杜塞尔多夫艺术学院艺术学最高学位, 1977 [19]
- 大幅面图像制作技术专利, 1990 [20]
- 福布斯杂志: “ 明日之星- 近十年具有杰出贡献的文化引领者” ,1992 [21]
- 壁画复制技术专利, 2000 [22]
- 上海复旦大学 视觉艺术学院  荣誉教授,2010  [2]
- 北京德稻教育机构大师 ,2010 [3]

## 出版发行
- "Traumwelten - die Kunst der dritten Dimension" (publ. 1998) [23]
- "梦想世界——用幻境画装饰房间" (publ. 1999).[24]